# Доброрез, Василий Павлович
Василий Павлович Доброре́з (1917—1999) — старший сержант Советской Армии, участник Великой Отечественной войны, Герой Советского Союза (1945).

## Биография
Василий Доброрез родился 31 января 1917 года в Китае на станции КВЖД «Шуанченпу»  в рабочей семье. Окончил семь классов школы. В 1935—1941 годах работал слесарем паровозного депо станции «Уфа». 5 июня 1941 года Доброрез был призван на службу в Рабоче-крестьянскую Красную Армию. С начала Великой Отечественной войны — на её фронтах. К январю 1945 года старший сержант Василий Доброрез командовал отделением 76-го отдельного штурмового инженерно-сапёрного батальона 16-й штурмовой инженерно-сапёрной бригады 1-го Украинского фронта. Отличился во время форсирования Одера.
В ночь с 27 на 28 января 1945 года Доброрез вместе со своим отделением активно участвовал в строительстве моста в районе Ополе. Несмотря на то, что противник вёл массированный миномётный и артиллерийский обстрел, Доброрез первым бросился в ледяную воду и вплавь доставлял детали к месту установки.
Указом Президиума Верховного Совета СССР от 10 апреля 1945 года за «образцовое выполнение боевых заданий командования и проявленные при этом геройство и мужество» старший сержант Василий Доброрез был удостоен высокого звания Героя Советского Союза с вручением ордена Ленина и медали «Золотая Звезда» за номером 6065.
Участвовал в Параде Победы. В 1946 году был демобилизован. С 1949 года проживал в Уфе, работал на Куйбышевской железной дороге. Умер 4 апреля 1999 года, похоронен на Южном кладбище Уфы.

## Награды
- Медаль «Золотая Звезда».
- Орден Ленина.
- Орден Отечественной войны 1-й степени (06.04.1985)[4].
- Орден Красной Звезды (05.06.1945)[5].
- Медаль «За отвагу» (02.09.1944)[6].
- Медаль «За боевые заслуги» (22.11.1943)[7].
- Медали.